# Qualificazioni al campionato europeo maschile di pallavolo 2017
Le qualificazioni al campionato europeo maschile di pallavolo 2017 si sono svolte dal 19 maggio al 9 ottobre 2016: al torneo hanno partecipato trentuno squadre nazionali europee e nove si sono qualificate al campionato europeo 2017.

## Regolamento

### Formula
Le dodici squadre posizionate nel ranking CEV nelle posizioni più basse hanno disputato una prima fase con formula del girone all'italiana: la prima classificata di ogni girone e le due migliori seconde classificate hanno acceduto alla seconda fase. Alla seconda fase hanno partecipato ventiquattro squadre con formula del girone alla italiana, con gare di andata e ritorno: al termine della seconda fase le prime classificate di ogni girone si sono qualificate per il campionato europeo 2017, mentre le seconde classificate di ogni girone hanno acceduto alla terza fase. Alla terza fase hanno partecipato sei squadre con scontro diretto, con gare di andata e ritorno (coi punteggi di 3-0 e 3-1 sono assegnati 3 punti alla squadra vincente e 0 a quella perdente, col punteggio di 3-2 sono assegnati 2 punti alla squadra vincente e 1 a quella perdente; in caso di parità di punti dopo le due partite viene disputato un golden set): le tre squadre vincitrici si sono qualificate per il campionato europeo 2017.

### Criteri di classifica
Se il risultato finale è stato di 3-0 o 3-1 sono stati assegnati 3 punti alla squadra vincente e 0 a quella sconfitta, se il risultato finale è stato di 3-2 sono stati assegnati 2 punti alla squadra vincente e 1 a quella sconfitta.
L'ordine del posizionamento in classifica è stato definito in base a:
- Numero di partite vinte;
- Punti;
- Ratio dei set vinti/persi;
- Ratio dei punti realizzati/subiti;
- Risultati degli scontri diretti.

## Squadre partecipanti
| - Austria - Azerbaigian - Belgio - Bielorussia - Croazia - Danimarca - Estonia - Finlandia | - Germania - Georgia - Grecia - Lettonia - Lituania - Lussemburgo - Inghilterra - Israele | - Macedonia del Nord - Moldavia - Montenegro - Norvegia - Paesi Bassi - Portogallo - Rep. Ceca - Romania | - Slovacchia - Spagna - Svezia - Svizzera - Turchia - Ucraina - Ungheria |

## Torneo

### Prima fase
| Girone 1    | Girone 2    | Girone 3    |
| ----------- | ----------- | ----------- |
| Azerbaigian | Austria     | Inghilterra |
| Georgia     | Lituania    | Israele     |
| Svezia      | Lussemburgo | Norvegia    |
| Svizzera    | Moldavia    | Ungheria    |

#### Girone 1

##### Risultati
| 19 maggio 2016 New Volleyball Arena, Tbilisi Durata: 2h:02 - Spettatori: 100 | Svezia      | 3 - 2 | Azerbaigian | 25-16, 21-25, 25-23, 24-26, 15-12 |
| 19 maggio 2016 New Volleyball Arena, Tbilisi Durata: 1h:11 - Spettatori: 600 | Georgia     | 0 - 3 | Svizzera    | 13-25, 12-25, 16-25               |
| 20 maggio 2016 New Volleyball Arena, Tbilisi Durata: 1h:16 - Spettatori: 100 | Azerbaigian | 0 - 3 | Svizzera    | 20-25, 18-25, 21-25               |
| 20 maggio 2016 New Volleyball Arena, Tbilisi Durata: 1h:08 - Spettatori: 500 | Svezia      | 3 - 0 | Georgia     | 25-19, 25-19, 25-18               |
| 21 maggio 2016 New Volleyball Arena, Tbilisi Durata: 1h:52 - Spettatori: 200 | Svizzera    | 2 - 3 | Svezia      | 25-18, 12-25, 12-25, 25-23, 14-16 |
| 21 maggio 2016 New Volleyball Arena, Tbilisi Durata:1h:06 - Spettatori: 500  | Azerbaigian | 3 - 0 | Georgia     | 25-21, 25-17, 25-12               |

##### Classifica
| Pos | Squadra     | Pt | G | V | P | SV | SP | Ratio  | PF  | PS  | Ratio |
| --- | ----------- | -- | - | - | - | -- | -- | ------ | --- | --- | ----- |
| 1   | Svezia      | 7  | 3 | 3 | 0 | 9  | 4  | 2.2500 | 292 | 246 | 1.187 |
| 2   | Svizzera    | 7  | 3 | 2 | 1 | 8  | 3  | 2.6667 | 238 | 207 | 1.149 |
| 3   | Azerbaigian | 4  | 3 | 1 | 2 | 5  | 6  | 0.8333 | 236 | 235 | 1.004 |
| 4   | Georgia     | 0  | 3 | 0 | 3 | 0  | 9  | 0.0000 | 147 | 225 | 0.653 |

#### Girone 2

##### Risultati
| 20 maggio 2016 Gymnase Coque, Lussemburgo Durata: 1h:56 - Spettatori: ?   | Austria     | 3 - 2 | Moldavia    | 19-25, 25-17, 21-25, 25-15, 15-11 |
| 20 maggio 2016 Gymnase Coque, Lussemburgo Durata: 2h:23 - Spettatori: 350 | Lussemburgo | 3 - 2 | Lituania    | 25-23, 25-13, 20-25, 24-26, 15-10 |
| 21 maggio 2016 Gymnase Coque, Lussemburgo Durata: 1h:08 - Spettatori: 55  | Moldavia    | 3 - 0 | Lituania    | 25-13, 25-19, 25-16               |
| 21 maggio 2016 Gymnase Coque, Lussemburgo Durata: 1h:45 - Spettatori: 260 | Austria     | 3 - 1 | Lussemburgo | 25-22, 19-25, 25-20, 25-17        |
| 22 maggio 2016 Gymnase Coque, Lussemburgo Durata: 1h:04 - Spettatori: 60  | Lituania    | 0 - 3 | Austria     | 14-25, 16-25, 13-25               |
| 22 maggio 2016 Gymnase Coque, Lussemburgo Durata: 1h:10 - Spettatori: 300 | Moldavia    | 3 - 0 | Lussemburgo | 25-15, 25-14, 25-20               |

##### Classifica
| Pos | Squadra     | Pt | G | V | P | SV | SP | Ratio | PF  | PS  | Ratio |
| --- | ----------- | -- | - | - | - | -- | -- | ----- | --- | --- | ----- |
| 1   | Austria     | 8  | 3 | 3 | 0 | 9  | 3  | 3.000 | 274 | 220 | 1.245 |
| 2   | Moldavia    | 7  | 3 | 2 | 1 | 8  | 3  | 2.666 | 243 | 202 | 1.203 |
| 3   | Lussemburgo | 2  | 3 | 1 | 2 | 4  | 8  | 0.500 | 242 | 266 | 0.909 |
| 4   | Lituania    | 1  | 3 | 0 | 3 | 2  | 9  | 0.222 | 188 | 259 | 0.725 |

#### Girone 3

##### Risultati
| 20 maggio 2016 Sotra Arena, Struame Durata: 1h:15 - Spettatori: 100 | Ungheria    | 0 - 3 | Israele     | 24-26, 18-25, 17-25               |
| 20 maggio 2016 Sotra Arena, Struame Durata: 1h:33 - Spettatori: 300 | Norvegia    | 3 - 1 | Inghilterra | 25-15, 22-25, 25-19, 25-11        |
| 21 maggio 2016 Sotra Arena, Struame Durata: 1h:37 - Spettatori: 150 | Israele     | 3 - 1 | Inghilterra | 25-20, 23-25, 25-15, 25-14        |
| 21 maggio 2016 Sotra Arena, Struame Durata: 2h:06 - Spettatori: 500 | Ungheria    | 2 - 3 | Norvegia    | 25-20, 25-21, 20-25, 17-25, 13-15 |
| 22 maggio 2016 Sotra Arena, Struame Durata: 2h:00 - Spettatori: 100 | Inghilterra | 3 - 2 | Ungheria    | 25-17, 26-28, 28-26, 18-25, 15-11 |
| 22 maggio 2016 Sotra Arena, Struame Durata: 2h:26 - Spettatori: 700 | Israele     | 3 - 2 | Norvegia    | 25-23, 22-25, 25-20, 17-25, 16-14 |

##### Classifica
| Pos | Squadra     | Pt | G | V | P | SV | SP | Ratio | PF  | PS  | Ratio |
| --- | ----------- | -- | - | - | - | -- | -- | ----- | --- | --- | ----- |
| 1   | Israele     | 8  | 3 | 3 | 0 | 9  | 3  | 3.000 | 279 | 240 | 1.162 |
| 2   | Norvegia    | 6  | 3 | 2 | 1 | 8  | 6  | 1.333 | 310 | 279 | 1.111 |
| 3   | Inghilterra | 2  | 3 | 1 | 2 | 5  | 8  | 0.625 | 260 | 302 | 0.860 |
| 4   | Ungheria    | 2  | 3 | 0 | 3 | 4  | 9  | 0.444 | 266 | 294 | 0.904 |

### Seconda fase
| Girone A   | Girone B   | Girone C | Girone D   | Girone E    |
| ---------- | ---------- | -------- | ---------- | ----------- |
| Germania   | Danimarca  | Belgio   | Croazia    | Austria     |
| Montenegro | Finlandia  | Grecia   | Israele    | Bielorussia |
| Spagna     | Portogallo | Moldavia | Lettonia   | Paesi Bassi |
| Svizzera   | Svezia     | Ucraina  | Slovacchia | Turchia     |

| Girone F           |
| ------------------ |
| Rep. Ceca          |
| Estonia            |
| Macedonia del Nord |
| Romania            |

#### Girone A

##### Risultati
| 16 settembre 2016 Sportski Centar Morača, Podgorica Durata: 1h:21 - Spettatori: 50         | Spagna     | 0 - 3 | Germania   | 23-25, 23-25, 16-25               |
| 16 settembre 2016 Sportski Centar Morača, Podgorica Durata: 1h:18 - Spettatori: 1 800      | Montenegro | 3 - 0 | Svizzera   | 25-21, 25-23, 25-18               |
| 17 settembre 2016 Sportski Centar Morača, Podgorica Durata: 1h:16 - Spettatori: 55         | Germania   | 3 - 0 | Svizzera   | 25-22, 25-16, 25-16               |
| 17 settembre 2016 Sportski Centar Morača, Podgorica Durata: 2h:15 - Spettatori: 2 000      | Spagna     | 2 - 3 | Montenegro | 25-22, 24-26, 16-25, 25-23, 13-15 |
| 18 settembre 2016 Sportski Centar Morača, Podgorica Durata: 1h:28 - Spettatori: 35         | Svizzera   | 0 - 3 | Spagna     | 22-25, 21-25, 21-25               |
| 18 settembre 2016 Sportski Centar Morača, Podgorica Durata: 1h:16 - Spettatori: 2 400      | Germania   | 3 - 0 | Montenegro | 25-18, 25-21, 25-18               |
| 23 settembre 2016 Centro Insular de Deportes, Las Palmas Durata: 1h:10 - Spettatori: 450   | Montenegro | 0 - 3 | Germania   | 13-25, 11-25, 15-25               |
| 23 settembre 2016 Centro Insular de Deportes, Las Palmas Durata: 1h:57 - Spettatori: 1 200 | Spagna     | 3 - 1 | Svizzera   | 25-21, 23-25, 25-18, 25-15        |
| 24 settembre 2016 Centro Insular de Deportes, Las Palmas Durata: 1h:17 - Spettatori: 450   | Germania   | 3 - 0 | Svizzera   | 25-20, 25-14, 25-18               |
| 24 settembre 2016 Centro Insular de Deportes, Las Palmas Durata: 1h:48 - Spettatori: 900   | Montenegro | 1 - 3 | Spagna     | 18-25, 25-20, 17-25, 15-25        |
| 25 settembre 2016 Centro Insular de Deportes, Las Palmas Durata: 1h:22 - Spettatori: 200   | Svizzera   | 0 - 3 | Montenegro | 14-25, 22-25, 23–25               |
| 25 settembre 2016 Centro Insular de Deportes, Las Palmas Durata: 1h:50 - Spettatori: 2 100 | Germania   | 3 - 1 | Spagna     | 25-19, 25-21, 20-25, 25-15        |

##### Classifica
| Pos | Squadra    | Pt | G | V | P | SV | SP | Ratio  | PF  | PS  | Ratio |
| --- | ---------- | -- | - | - | - | -- | -- | ------ | --- | --- | ----- |
| 1   | Germania   | 18 | 6 | 6 | 0 | 18 | 1  | 18.000 | 470 | 344 | 1.366 |
| 2   | Spagna     | 10 | 6 | 3 | 3 | 12 | 11 | 1.090  | 513 | 499 | 1.028 |
| 3   | Montenegro | 8  | 6 | 3 | 3 | 10 | 11 | 0.909  | 432 | 469 | 0.921 |
| 4   | Svizzera   | 0  | 6 | 0 | 6 | 1  | 18 | 0.055  | 370 | 473 | 0.782 |

#### Girone B

##### Risultati
| 16 settembre 2016 Humlehøjhallen, Sønderborg Durata: 1h:29 - Spettatori: 367     | Portogallo | 3 - 0 | Finlandia  | 25-23, 25-23, 25-20               |
| 16 settembre 2016 Humlehøjhallen, Sønderborg Durata: 1h:23 - Spettatori: 515     | Danimarca  | 0 - 3 | Svezia     | 19-25, 22-25, 19-25               |
| 17 settembre 2016 Humlehøjhallen, Sønderborg Durata: 1h:45 - Spettatori: 505     | Finlandia  | 3 - 1 | Svezia     | 21-25, 25-14, 26-24, 25-21        |
| 17 settembre 2016 Humlehøjhallen, Sønderborg Durata: 1h:59 - Spettatori: 650     | Portogallo | 3 - 1 | Danimarca  | 23-25, 25-23, 28-26, 25-15        |
| 18 settembre 2016 Humlehøjhallen, Sønderborg Durata: 2h:11 - Spettatori: 355     | Svezia     | 2 - 3 | Portogallo | 25-22, 18-25, 25-22, 23-25, 10-15 |
| 18 settembre 2016 Humlehøjhallen, Sønderborg Durata: 1h:39 - Spettatori: 640     | Finlandia  | 3 - 1 | Danimarca  | 25-17, 18-25, 25-11, 25-21        |
| 23 settembre 2016 Helsingin jäähalli, Helsinki Durata: 1h:54 - Spettatori: 500   | Portogallo | 3 - 1 | Danimarca  | 25-22, 25-21, 22-25, 25-23        |
| 23 settembre 2016 Helsingin jäähalli, Helsinki Durata: 1h:21 - Spettatori: 2 306 | Finlandia  | 3 - 0 | Svezia     | 25-22, 25-15, 25-22               |
| 24 settembre 2016 Helsingin jäähalli, Helsinki Durata: 2h:10 - Spettatori: 1 500 | Danimarca  | 2 - 3 | Svezia     | 31-29, 19-25, 20-25, 25-18, 12-15 |
| 24 settembre 2016 Helsingin jäähalli, Helsinki Durata: 1h:50 - Spettatori: 4 328 | Portogallo | 1 - 3 | Finlandia  | 22-25, 25-23, 17-25, 15-25        |
| 25 settembre 2016 Helsingin jäähalli, Helsinki Durata: 1h:13 - Spettatori: 2 021 | Danimarca  | 0 - 3 | Finlandia  | 14-25, 20-25, 18-25               |
| 25 settembre 2016 Helsingin jäähalli, Helsinki Durata: 1h:50 - Spettatori: 250   | Svezia     | 3 - 1 | Portogallo | 22-25, 25-22, 25-17, 25-23        |

##### Classifica
| Pos | Squadra    | Pt | G | V | P | SV | SP | Ratio | PF  | PS  | Ratio |
| --- | ---------- | -- | - | - | - | -- | -- | ----- | --- | --- | ----- |
| 1   | Finlandia  | 15 | 6 | 5 | 1 | 15 | 6  | 2.500 | 504 | 423 | 1.191 |
| 2   | Portogallo | 11 | 6 | 4 | 2 | 14 | 10 | 1.400 | 548 | 542 | 1.011 |
| 3   | Svezia     | 9  | 6 | 3 | 3 | 12 | 12 | 1.000 | 528 | 535 | 0.986 |
| 4   | Danimarca  | 1  | 6 | 0 | 6 | 5  | 18 | 0.277 | 473 | 553 | 0.855 |

#### Girone C

##### Risultati
| 16 settembre 2016 Kozani New Indoor Sports Hall, Kozani Durata: 1h:51 - Spettatori: 300   | Moldavia | 2 - 3 | Ucraina  | 25-17, 16-25, 22-25, 25-22, 8-15  |
| 16 settembre 2016 Kozani New Indoor Sports Hall, Kozani Durata: 1h:26 - Spettatori: 2 000 | Grecia   | 0 - 3 | Belgio   | 17-25, 23-25, 22-25               |
| 17 settembre 2016 Kozani New Indoor Sports Hall, Kozani Durata: 2h:11 - Spettatori: 250   | Ucraina  | 2 - 3 | Belgio   | 23-25, 21-25, 25-21, 25-22, 13-15 |
| 17 settembre 2016 Kozani New Indoor Sports Hall, Kozani Durata: 2h:00 - Spettatori: 2 000 | Moldavia | 1 - 3 | Grecia   | 25-22, 27-29, 18-25, 21-25        |
| 18 settembre 2016 Kozani New Indoor Sports Hall, Kozani Durata: 1h:11 - Spettatori: 300   | Belgio   | 3 - 0 | Moldavia | 25-18, 25-14, 25-19               |
| 18 settembre 2016 Kozani New Indoor Sports Hall, Kozani Durata: 2h:20 - Spettatori: 2 000 | Ucraina  | 2 - 3 | Grecia   | 19-25, 27-29, 26-24, 25-23, 11-15 |
| 22 settembre 2016 Lotto Arena, Anversa Durata: 1h:44 - Spettatori: 350                    | Ucraina  | 3 - 1 | Moldavia | 25-19, 25-23, 23-25, 25-18        |
| 23 settembre 2016 Lotto Arena, Anversa Durata: 1h:43 - Spettatori: 225                    | Grecia   | 3 - 1 | Moldavia | 25-22, 21-25, 25-22, 25-15        |
| 23 settembre 2016 Lotto Arena, Anversa Durata: 1h:16 - Spettatori: 1 825                  | Belgio   | 3 - 0 | Ucraina  | 25-20, 25-21, 25-19               |
| 24 settembre 2016 Lotto Arena, Anversa Durata: 1h:19 - Spettatori: 4 300                  | Grecia   | 3 - 0 | Belgio   | 25-19, 25-22, 25-21               |
| 25 settembre 2016 Lotto Arena, Anversa Durata: 1h:18 - Spettatori: 4 450                  | Moldavia | 0 - 3 | Belgio   | 15-25, 29-31, 16-25               |
| 25 settembre 2016 Lotto Arena, Anversa Durata: 1h:10 - Spettatori: 320                    | Ucraina  | 0 - 3 | Grecia   | 17-25, 22-25, 19-25               |

##### Classifica
| Pos | Squadra  | Pt | G | V | P | SV | SP | Ratio | PF  | PS  | Ratio |
| --- | -------- | -- | - | - | - | -- | -- | ----- | --- | --- | ----- |
| 1   | Belgio   | 14 | 6 | 5 | 1 | 15 | 5  | 3.000 | 476 | 415 | 1.147 |
| 2   | Grecia   | 14 | 6 | 5 | 1 | 15 | 7  | 2.142 | 525 | 478 | 1.098 |
| 3   | Ucraina  | 7  | 6 | 2 | 4 | 10 | 15 | 0.666 | 535 | 555 | 0.964 |
| 4   | Moldavia | 1  | 6 | 0 | 6 | 5  | 18 | 0.277 | 467 | 555 | 0.841 |

#### Girone D

##### Risultati
| 16 settembre 2016 Zimný štadión mesta Poprad, Poprad Durata: 1h:19 - Spettatori: 70    | Lettonia   | 3 - 0 | Croazia    | 25-19, 25-21, 25-19               |
| 16 settembre 2016 Zimný štadión mesta Poprad, Poprad Durata: 1h:15 - Spettatori: 560   | Slovacchia | 3 - 0 | Israele    | 26-24, 25-18, 25-13               |
| 17 settembre 2016 Zimný štadión mesta Poprad, Poprad Durata: 2h:07 - Spettatori: 100   | Croazia    | 2 - 3 | Israele    | 25-19, 25-21, 22-25, 18-25, 16-18 |
| 17 settembre 2016 Zimný štadión mesta Poprad, Poprad Durata: 1h:22 - Spettatori: 1 000 | Lettonia   | 0 - 3 | Slovacchia | 25-27, 21-25, 21-25               |
| 18 settembre 2016 Zimný štadión mesta Poprad, Poprad Durata: 1h:37 - Spettatori: 70    | Israele    | 1 - 3 | Lettonia   | 18-25, 25-20, 20-25, 19-25        |
| 18 settembre 2016 Zimný štadión mesta Poprad, Poprad Durata: 1h:53 - Spettatori: 950   | Croazia    | 1 - 3 | Slovacchia | 21-25, 25-18, 24-26, 22-25        |
| 22 settembre 2016 Dvorana Gimnasium, Rovigno Durata: 2h:02 - Spettatori: 50            | Slovacchia | 1 - 3 | Lettonia   | 17-25, 22-25, 25-17, 22-25        |
| 22 settembre 2016 Dvorana Gimnasium, Rovigno Durata: 2h:12 - Spettatori: 150           | Croazia    | 2 - 3 | Israele    | 20-25, 25-20, 25-20, 23-25, 13-15 |
| 23 settembre 2016 Dvorana Gimnasium, Rovigno Durata: 1h:13 - Spettatori: 50            | Israele    | 0 - 3 | Lettonia   | 15-25, 18-25, 23-25               |
| 24 settembre 2016 Dvorana Gimnasium, Rovigno Durata: 1h:23 - Spettatori: 50            | Israele    | 0 - 3 | Slovacchia | 21-25, 19-25, 18-25               |
| 24 settembre 2016 Dvorana Gimnasium, Rovigno Durata: 1h:55 - Spettatori: 125           | Lettonia   | 3 - 1 | Croazia    | 25-23, 20-25, 25-14, 27-25        |
| 25 settembre 2016 Dvorana Gimnasium, Rovigno Durata: 1h:09 - Spettatori: 50            | Croazia    | 0 - 3 | Slovacchia | 16-25, 17-25, 14-25               |

##### Classifica
| Pos | Squadra    | Pt | G | V | P | SV | SP | Ratio | PF  | PS  | Ratio |
| --- | ---------- | -- | - | - | - | -- | -- | ----- | --- | --- | ----- |
| 1   | Slovacchia | 15 | 6 | 5 | 1 | 16 | 4  | 4.000 | 483 | 411 | 1.175 |
| 2   | Lettonia   | 15 | 6 | 5 | 1 | 15 | 6  | 2.500 | 501 | 447 | 1.120 |
| 3   | Israele    | 4  | 6 | 2 | 4 | 7  | 16 | 0.437 | 464 | 533 | 0.870 |
| 4   | Croazia    | 2  | 6 | 0 | 6 | 6  | 18 | 0.333 | 497 | 554 | 0.897 |

#### Girone E

##### Risultati
| 15 settembre 2016 Yıldırım Beyazıt Spor Salonu, Turgutlu Durata: 1h:43 - Spettatori: 2 450    | Austria     | 1 - 3 | Turchia     | 23-25, 18-25, 25-23, 15-25        |
| 15 settembre 2016 Yıldırım Beyazıt Spor Salonu, Turgutlu Durata: 1h:19 - Spettatori: 250      | Bielorussia | 0 - 3 | Paesi Bassi | 20-25, 21-25, 17-25               |
| 16 settembre 2016 Yıldırım Beyazıt Spor Salonu, Turgutlu Durata: 2h:02 - Spettatori: 2 500    | Turchia     | 2 - 3 | Paesi Bassi | 16-25, 25-18, 26-24, 23-25, 6-15  |
| 16 settembre 2016 Yıldırım Beyazıt Spor Salonu, Turgutlu Durata: 1h:46 - Spettatori: 200      | Austria     | 1 - 3 | Bielorussia | 17-25, 19-25, 25-23, 21-25        |
| 17 settembre 2016 Yıldırım Beyazıt Spor Salonu, Turgutlu Durata: 1h:25 - Spettatori: 2 500    | Turchia     | 3 - 0 | Bielorussia | 25-23, 25-18, 25-22               |
| 17 settembre 2016 Yıldırım Beyazıt Spor Salonu, Turgutlu Durata: 1h:50 - Spettatori: 150      | Paesi Bassi | 3 - 1 | Austria     | 30-32, 25-20, 25-20, 25-21        |
| 23 settembre 2016 Topsportcentrum de Koog, Koog aan de Zaan Durata: 1h:57 - Spettatori: 200   | Turchia     | 3 - 1 | Bielorussia | 25-18, 29-27, 20-25, 25-22        |
| 23 settembre 2016 Topsportcentrum de Koog, Koog aan de Zaan Durata: 1h:19 - Spettatori: 753   | Austria     | 0 - 3 | Paesi Bassi | 17-25, 11-25, 24-26               |
| 24 settembre 2016 Topsportcentrum de Koog, Koog aan de Zaan Durata: 2h:02 - Spettatori: 500   | Bielorussia | 2 - 3 | Paesi Bassi | 25-20, 25-18, 18-25, 23-25, 13-15 |
| 24 settembre 2016 Topsportcentrum de Koog, Koog aan de Zaan Durata: 1h:18 - Spettatori: 150   | Turchia     | 3 - 0 | Austria     | 25-18, 26-24, 25-19               |
| 25 settembre 2016 Topsportcentrum de Koog, Koog aan de Zaan Durata: 1h:56 - Spettatori: 1 200 | Paesi Bassi | 3 - 1 | Turchia     | 19-25, 25-22, 26-24, 25-18        |
| 25 settembre 2016 Topsportcentrum de Koog, Koog aan de Zaan Durata: 2h:05 - Spettatori: 100   | Bielorussia | 3 - 2 | Austria     | 21-25, 25-20, 23-25, 25-19, 15-8  |

##### Classifica
| Pos | Squadra     | Pt | G | V | P | SV | SP | Ratio | PF  | PS  | Ratio |
| --- | ----------- | -- | - | - | - | -- | -- | ----- | --- | --- | ----- |
| 1   | Paesi Bassi | 16 | 6 | 6 | 0 | 18 | 6  | 3.000 | 561 | 492 | 1.140 |
| 2   | Turchia     | 13 | 6 | 4 | 2 | 15 | 8  | 1.875 | 533 | 499 | 1.068 |
| 3   | Bielorussia | 6  | 6 | 2 | 4 | 9  | 15 | 0.600 | 524 | 531 | 0.986 |
| 4   | Austria     | 1  | 6 | 0 | 6 | 5  | 18 | 0.277 | 466 | 562 | 0.829 |

#### Girone F

##### Risultati
| 15 settembre 2016 Sala Polivalentă, Craiova Durata: 1h:20 - Spettatori: 200                | Estonia            | 0 - 3 | Rep. Ceca          | 20-25, 19-25, 14-25               |
| 15 settembre 2016 Sala Polivalentă, Craiova Durata: 1h:09 - Spettatori: 800                | Romania            | 3 - 0 | Macedonia del Nord | 25-21, 25-14, 25-12               |
| 16 settembre 2016 Sala Polivalentă, Craiova Durata: 1h:59 - Spettatori: 100                | Rep. Ceca          | 3 - 1 | Macedonia del Nord | 25-17, 25-18, 23-25, 27-25        |
| 16 settembre 2016 Sala Polivalentă, Craiova Durata: 2h:03 - Spettatori: 800                | Estonia            | 3 - 1 | Romania            | 19-25, 28-26, 25-18, 25-23        |
| 17 settembre 2016 Sala Polivalentă, Craiova Durata: 2h:33 - Spettatori: 100                | Macedonia del Nord | 2 - 3 | Estonia            | 28-26, 22-25, 23-25, 27-25, 11-15 |
| 17 settembre 2016 Sala Polivalentă, Craiova Durata: 1h:19 - Spettatori: 900                | Rep. Ceca          | 3 - 0 | Romania            | 25-13, 25-17, 25-21               |
| 23 settembre 2016 Jablonec City Hall, Jablonec nad Nisou Durata: 2h:00 - Spettatori: 50    | Romania            | 3 - 1 | Estonia            | 23-25, 25-22, 25-19, 25-23        |
| 23 settembre 2016 Jablonec City Hall, Jablonec nad Nisou Durata: 1h:23 - Spettatori: 900   | Rep. Ceca          | 3 - 0 | Macedonia del Nord | 25-19, 26-24, 25-22               |
| 24 settembre 2016 Jablonec City Hall, Jablonec nad Nisou Durata: 1h:44 - Spettatori: 150   | Estonia            | 1 - 3 | Macedonia del Nord | 25-13, 21-25, 23-25, 16-25        |
| 24 settembre 2016 Jablonec City Hall, Jablonec nad Nisou Durata: 2h:02 - Spettatori: 1 300 | Romania            | 1 - 3 | Rep. Ceca          | 22-25, 29-31, 25-21, 21-25        |
| 25 settembre 2016 Jablonec City Hall, Jablonec nad Nisou Durata: 2h:04 - Spettatori: 50    | Macedonia del Nord | 3 - 1 | Romania            | 29-31, 25-22, 25-21, 25-22        |
| 25 settembre 2016 Jablonec City Hall, Jablonec nad Nisou Durata: 1h:13 - Spettatori: 1 200 | Estonia            | 3 - 0 | Rep. Ceca          | 25-17, 25-13, 25-21               |

##### Classifica
| Pos | Squadra            | Pt | G | V | P | SV | SP | Ratio | PF  | PS  | Ratio |
| --- | ------------------ | -- | - | - | - | -- | -- | ----- | --- | --- | ----- |
| 1   | Rep. Ceca          | 15 | 6 | 5 | 1 | 15 | 5  | 3.000 | 479 | 426 | 1.124 |
| 2   | Estonia            | 8  | 6 | 3 | 3 | 11 | 12 | 0.916 | 515 | 515 | 1.000 |
| 3   | Macedonia del Nord | 7  | 6 | 2 | 4 | 9  | 14 | 0.642 | 500 | 548 | 0.912 |
| 4   | Romania            | 6  | 6 | 2 | 4 | 9  | 13 | 0.692 | 509 | 514 | 0.990 |

### Terza fase

#### Andata
| 2 ottobre 2016 Yıldırım Beyazıt Spor Salonu, Turgutlu Durata: 1h:24 - Spettatori: 2 500  | Turchia  | 3 - 0 | Portogallo | 28-26, 25-14, 25-22               |
| 1º ottobre 2016 Centro Insular de Deportes, Las Palmas Durata: 1h:18 - Spettatori: 1 100 | Spagna   | 3 - 0 | Grecia     | 25-16, 25-21, 25-17               |
| 1º ottobre 2016 Zemgales Olympic Centre, Jelgava Durata: 2h:09 - Spettatori: 2 300       | Lettonia | 2 - 3 | Estonia    | 17-25, 25-16, 19-25, 25-22, 12-15 |

#### Ritorno
| 9 ottobre 2016 Centro de Desportos, Matosinhos Durata: 2h:09 - Spettatori: 1 500       | Portogallo | 2 - 3 | Turchia  | 21-25, 25-18, 25-19, 20-25, 12-15 |
| 8 ottobre 2016 Kozani New Indoor Sports Hall, Kozani Durata: 2h:14 - Spettatori: 3 300 | Grecia     | 3 - 2 | Spagna   | 20-25, 25-22, 25-14, 26-28, 17-15 |
| 9 ottobre 2016 Tallinn Arena, Tallinn Durata: 1h:24 - Spettatori: 5 681                | Estonia    | 3 - 0 | Lettonia | 25-20, 25-19, 25-16               |

## Squadre qualificate
| Squadra     | Qualificazione  |
| ----------- | --------------- |
| Belgio      | 1ª nel girone C |
| Estonia     | Spareggio       |
| Finlandia   | 1ª nel girone B |
| Germania    | 1ª nel girone A |
| Paesi Bassi | 1ª nel girone E |
| Rep. Ceca   | 1ª nel girone F |
| Slovacchia  | 1ª nel girone D |
| Spagna      | Spareggio       |
| Turchia     | Spareggio       |